# Doug Williams
Douglas Lee Williams (Zachary, Luisiana; 9 de agosto de 1955) es un quarterback retirado de fútbol americano. Williams fue más conocido por su desempeño en el Super Bowl XXII en contra de los Denver Broncos. También se convirtió en el primer quarterback afrodescendiente en ganar un Super Bowl, y único hasta que Russell Wilson lo hiciera en 2014.

## Primeros años
Fue el sexto de los ocho hijos del matrimonio entre Robert y Laura Williams. Su padre, quien fue herido en el ataque japonés a Pearl Harbor, fue un trabajador de la construcción y fue encargado de un club nocturno. Su madre trabajó en la escuela local como cocinera.

## Fútbol universitario
Williams comenzó a jugar fútbol americano a los siete años de edad, también jugó béisbol y baloncesto, pero fue evidente que su futuro deportivo era como quarterback. Jugando para la Chaneyville High School, Williams consiguió 1,180 yardas y 22 touchdowns. A pesar de esas estadísticas, solo mostraron interés por él las universidades de Southern y Grambling. Finalmente decidió jugar a nivel universitario con los Grambling State Tigers, por la impresión que le causó el entrenador en jefe Eddie Robinson. La universidad está localizada en Grambling, Luisiana, y participa en la División Oeste de la SWAC de la División I de la NCAA, por lo que Williams tendría pocas posibilidades de jugar a nivel profesional. Otro factor en contra para jugar como profesional era el color de su piel, ya que en esa época no era muy popular la idea de un confiarle la responsabilidad del juego ofensivo de un equipo profesional a un quarterback de piel oscura ni entre los dueños de los equipos ni entre los entrenadores. No obstante, Williams habló por sí mismo. Durante su estadía con los Tigres de 1974 a 1977, logró ganar 35 de 40 partidos, consiguiendo 8,411 yardas totales, 8,354 yardas por pase y 93 touchdowns, logrando conseguir tres campeonatos de la SWAC. Estas y otras estadísticas sobresalientes llamaron la atención de los busca-talentos de la NFL. En 1977 terminó en el 4º lugar en la votación por el Trofeo Heisman. Salió de la universidad con un título en Educación y Salud Física.

## Carrera como profesional

### NFL (1978 a 1982)
Williams fue tomado en el draft de 1978 (y fue el primer quarterback escogido en ese draft) en la 1ª ronda como la selección global N.º 17 por los Tampa Bay Buccaneers, quienes se habían afiliado a la NFL apenas dos años antes en 1976 y no lograron ganar ni un solo partido en ese año y solo ganaron dos juegos en 1977. Al finalizar su primer año como profesional en 1978, sus estadísticas no fueron muy convincentes, ya que después de un comienzo de 4 juegos ganados y 4 perdidos, se perdió los últimos 8 juegos de esa temporada, ya que le rompieron la mandíbula en el décimo encuentro de esa campaña. En 1979, Williams dirigió a los Bucaneros a una marca de 10-6 para ganar un lugar en el juego de playoffs contra las Águilas de Filadelfia ganando por marcador de 24-17 (fue el primer juego de postemporada ganado por los Bucaneros en su historia), llegando al juego por el Campeonato de la NFC de 1979 en contra de los St. Louis Rams, perdiendo por 9-0. 1980 fue estadísticamente hablando el mejor año de Williams, convirtiéndose en el primer quarterback de los Bucaneros en pasar para más de 3,000 yardas, consiguiendo en total 3,396 yardas por pase para 20 touchdowns, pero los Bucaneros terminaron con marca de 5-10-1. En 1981, Williams tuvo otro gran año, lanzando para 3,563 yardas por pase y 19 touchdowns, llegando al juego de playoff para ser aplastados por los Vaqueros de Dallas por 38-0.
En 1982, la temporada de la NFL fue recortada de 16 partidos a solamente 9, por una huelga de jugadores. Cuando se resolvió el problema de la huelga, Williams llevó a los Bucs a una marca de 5-4 y otro viaje a los playoffs, perdiendo de nuevo con Dallas, ahora por marcador de 30-17.

### USFL
No renovó su contrato con Tampa Bay, quedándose sin empleo en 1983. En 1984 se enroló con el equipo de los Arizona Outlaws en la desaparecida USFL por dos campañas. En total lanzó para 6,757 yardas por pase y 36 touchdowns. 
Williams se encontró sin empleo de nuevo cuando al final de la campaña de 1985, colapsó la USFL. 

### De nuevo en la NFL
Sin embargo, en 1986, fue contactado por Joe Gibbs para que firmara con los Washington Redskins y aceptó ser el quarterback reserva, siendo el titular Jay Schroeder. En esa campaña de 1986, solo lanzó un pase, y no lo completó. 

### 1987 y el Super Bowl XXII
La campaña de 1987 fue fundamental para Williams. En el primer juego de 1987, Jay Schroeder salió lastimado de un hombro y Williams entró para ganar ese juego. Aunque Schroeder siguió siendo el titular a lo largo de toda esa campaña, se le dio cada vez más tiempo de juego a Williams. Finalmente en el último juego de esa temporada, fue nombrado quarterback titular para toda la postemporada. Ayudó a los Redskins a conseguir el Campeonato de la División Este de la NFC con marca de 11-4. Lograron ganar el partido de playoffs en contra de los Chicago Bears en el Soldier Field por marcador de 21-17. Por el Juego de Campeonato de la NFC, Washington se enfrentó a los Minnesota Vikings en el RFK Stadium y también ganaron por marcador de 17-10, ganándose el derecho de representar a la NFC en el Super Bowl, convirtiendo a Williams en el primer quarterback afrodescendiente en ser titular en un Super Bowl.      
En el Super Bowl XXII Washington enfrentó a los Denver Broncos y a su quarterback John Elway, los cuales aparecían por segundo año consecutivo en el Super Bowl. Al terminar el primer cuarto del Super Bowl XXII, Denver ya tenía una ventaja de 10 puntos a 0. Pero al comenzar el segundo cuarto, Washington y Williams comenzaron a mejorar en el juego ofensivo. Al terminar el segundo cuarto, Washington llevaba la delantera en el marcador por 35-10, gracias a cuatro pases de anotación de Williams a Ricky Sanders (2 pases, el primero de 80 yardas, el segundo de 50), Gary Clark (27 yardas) y Clint Didier (8 yardas) y un touchdown por tierra de Timmy Smith. Washington terminó ganando ese Super Bowl por marcador de 42-10; y Williams se convirtió en el primer quarterback afrodescendiente en ganar un Super Bowl y el primero en ser nombrado como el Super Bowl MVP. 
En 1988, Williams fue ratificado como el quarterback titular de Washington, pero sufrió de una apendicitis y se perdió cuatro juegos para rehabilitarse. Por lo que restó de esa temporada fue muy inconsistente, y Washington terminó con una marca de 7-9. Washington se convirtió en el 7º equipo que gana el Super Bowl en una temporada y no puede calificar a playoffs en la siguiente.
Para 1989, Williams enfrentó a Mark Rypien por el puesto titular, pero a media temporada fue enviado a la banca, y no salió de ahí. Al final de la temporada de 1989, Williams decidió retirarse.

## Carrera como entrenador
Williams comenzó su carrera como entrenador en 1997, con la escuela Morehouse College. También tuvo experiencia como buscatalentos para los Jacksonville Jaguars en 1995 y fue coordinador ofensivo para los Scottish Claymores de la World League of American Football en 1995, y entrenó running backs para el equipo de Navy en 1994. Williams  se convirtió en entrenador en jefe en Grambling State en 1998, supliendo a Eddie Robinson. Llevó a los Tigers a 3 títulos consecutivos de la SWAC de 2000 a 2002, antes de dejarlos y reunirse con los Tampa Bay Buccaneers como ejecutivo.
Williams trabajó para Tampa Bay en el departamento personal del club. Su hijo Adrian es un jugador de baloncesto, que está jugando en Brown.
En la conclusión del Super Bowl XLII, en el 20º aniversario de su nombramiento como Super Bowl MVP, Williams llevó el Trofeo Vince Lombardi hacia el campo para la presentación como campeones de los New York Giants.

## Estadísticas en la NFL
| Temp.   | Equipo     | PJ | Int  | Com  | Pct  | Yds   | TD  | Int | Prom |
| ------- | ---------- | -- | ---- | ---- | ---- | ----- | --- | --- | ---- |
| 1978    | Tampa Bay  | 10 | 194  | 73   | 37.6 | 1170  | 7   | 8   | 53.4 |
| 1979    | Tampa Bay  | 16 | 397  | 166  | 41.8 | 2248  | 18  | 24  | 52.5 |
| 1980    | Tampa Bay  | 16 | 521  | 254  | 48.8 | 3396  | 20  | 16  | 69.9 |
| 1981    | Tampa Bay  | 16 | 471  | 238  | 50.5 | 3563  | 19  | 14  | 76.8 |
| 1982    | Tampa Bay  | 9  | 307  | 164  | 53.4 | 2071  | 9   | 11  | 69.6 |
| 1986    | Washington | 1  | 1    | 0    | 0    | 0     | 0   | 0   | 39.6 |
| 1987    | Washington | 5  | 143  | 81   | 56.6 | 1156  | 11  | 5   | 94.0 |
| 1988    | Washington | 11 | 380  | 213  | 56.1 | 2609  | 15  | 12  | 77.4 |
| 1989    | Washington | 4  | 93   | 51   | 54.8 | 585   | 1   | 3   | 64.1 |
| Totales |            | 88 | 2507 | 1240 | 49.5 | 16998 | 100 | 93  | 69.4 |